# 木村武文
木村 武文（きむら たけふみ、8月14日- ）は、日本の声優。神奈川県出身。以前はケンユウオフィス、ムーブマンに所属していた。
「木村」という苗字を乱暴に書くと「林寸」とも読めるところから「リンスン」という芸名で活動していたなど、あまり名前を統一しない為活動内容が分かりにくい人物。
物書きやカースタントチームに所属していた時期もあり、カースタントロケ地のコーディネートもおこなっている。
声優事務所に所属していた頃「ブサイクだし」と顔出しの仕事を断ったり名前を出されるのを嫌う傾向にあった。
タイトルコールやサウンドステッカーなどが多い。
TBSで防犯カメラの講師も行っている。https://www.tbs-casting.com/speakers/8-kimura-takefumi
2017年のトランプ米大統領来日時の警護車両ドライバーを務めた。
アメリカのDIY大会で世界一になったことがある。
映像テクノアカデミア出身。

## 出演作品

### CM
- PIZZA-LA
- Audi
- BMW
- SONY
- ロゼッタストーン・ラーニングセンター
- フコク生命
- タリーズコーヒー
- ACジャパン
- NTTドコモ
- SoftBank
- 楽天
- サーティワンアイスクリーム
- みずほフィナンシャルグループ
- マツダ
- ユアサ商事
- 佐川急便
- 警視庁公安部防犯インフォメーション

### WEB
- 小林製薬

### ヴォイスオーバー
- ソニープレゼンツタイトルコール
- 日本テレビ　「ニュースエブリィ」
- TBSテレビ　「世界遺産」
- ヒストリーチャンネル「謎のアンダーワールド」
- ヒストリーチャンネル「アインシュタイン」
- ディスカバリーチャンネル「世紀の戦車対決：エル・アラメインの戦い」（リーチ）
- ディスカバリーチャンネル「世紀の戦車対決：クルスクの戦いパート2」（ガードナー）
- ディスカバリーチャンネル「地球は怒っている」（ジェフ）
- TBSテレビ 「マツコの知らない世界」

### 吹き替え
- チャップリン・ザ・ルーツ（ランド/オースティン/サンフォード）
- 世界にひとつのプレイブック（ジェイク）
- 神弓-KAMIYUMI（カンドゥ）
- アフターライフ
- WITHOUT A TRACE/FBI 失踪者を追え!
- クローザー
- ジョナス
- 新ビバリーヒルズ青春白書（ジョージ）
- スイート・ライフ オン・クルーズ（トム）
- チャーリー・シーンのハーパー★ボーイズ
- 光と影（ジャニー）(ユン.ジノ）
- ヒューマン・ターゲット（ホリス）
- ファークライ G.I.フォース
- ライ・トゥ・ミー 嘘の瞬間
- レバレッジ 〜詐欺師たちの流儀
- One Tree Hill（ニック先生）

### ナレーション
- トヨタ自動車　トヨタ原体験教室　「パワー＆コントロールに関する基礎知識の学習」
- オーディオブック　誰とでも　15分以上会話がとぎれない!　話し方66のルール
- オーディオブック　誰とでも　15分以上　会話がとぎれない!話し方　やっぱり大事!!46のルール
- 警視庁公安部防犯インフォメーション

### OVA
- 間の楔 第2期（ブロンディーA）
- クイーンズブレイド 美しき闘士たち（男B）
- ヘルシング

### アニメ
- クイーンズブレイド 玉座を継ぐ者
- DANGANバトル スラッグテラ　「＃16氷河の怪物オーガ」 支配人

### 劇場アニメ
- 手塚治虫のブッダ -赤い砂漠よ!美しく-

### ゲーム
- 三国恋戦記〜オトメの兵法!〜
- HOSPITAL. 6人の医師（ショーン・ボーエン）
- レイトン教授と魔神の笛

### TV
- マツコの知らない世界（TBS） - 家庭用防犯カメラの世界・ゲストプレゼンター（2017年1月24日）
- 警視庁公安部防犯インフォメーション
- DIY関係でテレビ、雑誌などへの出演歴あり。